# Gwangju FC
Gwangju FC (hangul: 광주 FC) är en fotbollsklubb i Gwangju, Sydkorea. Laget spelar i den sydkoreanska högsta divisionen K League Classic och spelar sina hemmamatcher på Gwangju World Cup Stadium.

## Historia
Klubben bildades 2010 och spelade sin första säsong i K League 2011. Den andra säsongen 2012 blev Gwangju näst sist i ligan och därmed nedflyttade till den nyligen etablerade andradivisionen K League Challenge. Klubben blev trea i premiärsäsongen 2013 då endast serievinnaren blev uppflyttad. 
Den andra säsongen 2014 slutade klubben fyra vilket med de nya reglerna innebar en playoff-plats till K League Classic. Gwangju gick in som lägst rankade lag tillsammans med trean Gangwon FC och tvåan Ansan Police FC från Challenge, samt Gyeongnam FC som kom näst sist i Classic. Med det format som användes innebar det att Gwangju behövde besegra alla tre lagen för att ta sig tillbaka till den högsta divisionen. Efter att ha slagit ut både Gangwon och Ansan Police med 0–1 respektive 0–3 på bortaplan, var Gwangju i en två matchers avgörande final mot Gyeongnam. De vann hemmamatchen med 3–1 den 3 december och spelade oavgjort 1–1 i bortamatchen den 6 december. Med sammanlagt 4–2 i finalmatcherna blev Gwangju FC uppflyttade tillbaka till Classic efter två säsongers frånvaro.

## Klubbrekord

### Säsonger
| Säsong | Division | Placering | Säsong | Division | Placering |
| ------ | -------- | --------- | ------ | -------- | --------- |
| 2011   | 1        | 11        | 2014   | 2        | 2         |
| 2012   | 1        | 15        | 2015   | 1        | 10        |
| 2013   | 2        | 3         |        |          |           |

### Meriter
- K League Challenge
  - Tvåa (1): 2014

## Tränare
| Säsong(er) | Namn         |
| ---------- | ------------ |
| 2011–12    | Choi Man-hee |
| 2013       | Yeo Bum-kyu  |
| 2013–      | Nam Ki-il    |